# Custonaci
Custonaci (Custunaci in siciliano) è un comune italiano di 5 235 abitanti del libero consorzio comunale di Trapani in Sicilia.
È denominata «Città internazionale dei marmi» per la presenza nel suo territorio del secondo bacino marmifero d'Europa, con circa 100 cave in attività e una cinquantina di opifici industriali.

## Geografia fisica
Posto all'estremità orientale del golfo di Bonagia, più precisamente Custonaci sorge su una collina a circa 186 metri sopra il livello del mare. Confina con i comuni di San Vito Lo Capo, Valderice, Buseto Palizzolo e Castellammare del Golfo, e si affaccia a nord-ovest sul Mar Tirreno, dando origine alla frazione balneare di Cornino. Il territorio custonacese è diviso, al suo interno, in frazioni caratteristiche della città: Sperone, Assieni, Santa Lucia - Piano Alastre, Purgatorio, Baglio Messina, Baglio Mogli Belle e Scurati.

## Storia
Secondo un decreto del 1241 del re Federico II di Svevia, si concedeva tredici Casalia Inhabitata all'università di Monte San Giuliano (l'attuale Erice), con lo scopo di aggregare gli habitatores su un vasto territorio circostante per la crescita della popolazione. Tutto questo territorio, che si estendeva fino a Castellammare del Golfo, venne diviso in feudi e dato alle più facoltose famiglie ericine per amministrarlo. La “Riviera dei marmi” comprendeva sette feudi con trentasei parecchiate, ovvero appezzamenti di terreno che consentivano la coltivazione agricola, aggregando così un certo numero di abitanti.
Sparsi per il territorio, si costituirono i bagli, strutture mirate al coordinamento dei lavori agricoli e il feudo sanguigno, con il nucleo abitativo che si formava pian piano attorno al santuario, divenne l'attuale centro storico del paese. Uno dei bagli più importanti del territorio è il Baglio Cofano nel monte Cofano, proprietà delle famiglie Sanclemente e Maranzano, abbandonato alla fine della seconda guerra mondiale..
Nei primi anni del Novecento Custonaci faceva parte del comune di Monte San Giuliano, divenuto Erice nel 1934. Dopo la seconda guerra mondiale molti centri urbani si erano ormai incrementati e con la propria identificazione dell'attività estrattiva del marmo, Custonaci fu il primo territorio dell'agro ericino a diventare autonomo il 25 dicembre 1948, seguito negli anni successivi da Buseto Palizzolo, San Vito Lo Capo e Valderice. Il primo sindaco di Custonaci fu Vito Cipolla, a cui oggi è intitolata una via nel centro del paese.

### Simboli
Lo stemma e il gonfalone sono stati concessi con decreto del presidente della Repubblica del 25 agosto 1953.
Il gonfalone è un drappo partito di bianco e di nero.

## Monumenti e luoghi d'interesse

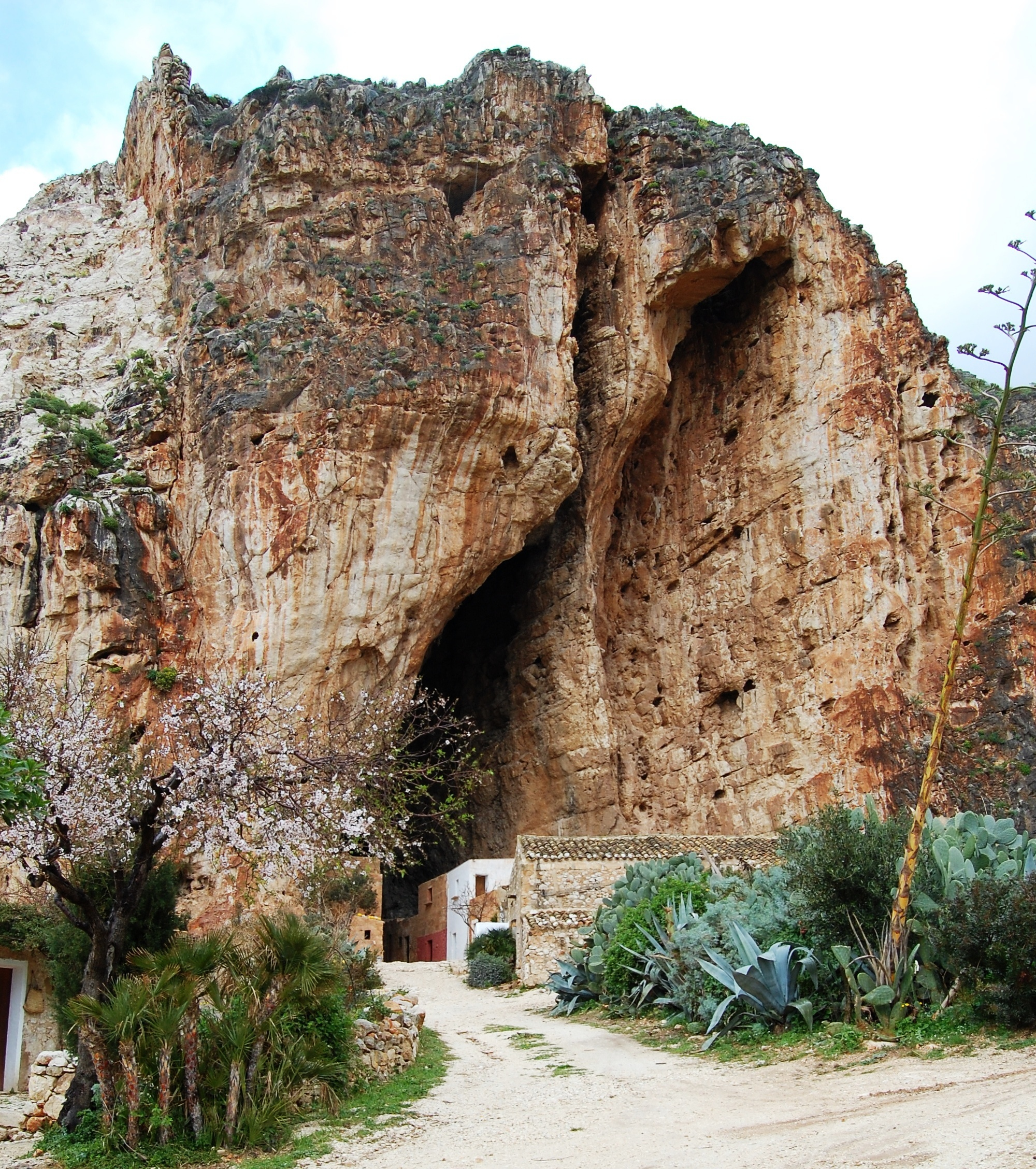
Grotta Mangiapane a Scurati

- Nel suo territorio si trovano le Grotte di Scurati, antico insediamento preistorico, dove da alcuni anni si svolge nel periodo natalizio il "Presepe vivente di Custonaci".
- Luogo di interesse artistico e storico è il santuario di Maria Santissima di Custonaci, attorno al quale nei secoli si sono concentrati piccoli insediamenti di agricoltori che hanno poi dato vita alla cittadina. Fu costruito intorno al 1500. Un bellissimo rosone decora la facciata della chiesa. Il santuario, custodisce una tela ad olio su tavola del XV secolo raffigurante la Vergine in procinto di allattare il bambino, oggetto della devozione dei Custonacesi e dei paesi circostanti. Inoltre è custodita una tempera su legno del 1541, bottega del Crescenzio, raffigurante la madonna in trono con bambino.[7]
- Parte del comune ricade nella riserva naturale orientata Monte Cofano.
- Da vedere anche la Tonnara di Monte Cofano.
- Nel 2016 è stato scoperto un granaio islamico e due monumenti astrali soprannominati "Cavallo del Sole" e "Porta del Sole" ricadenti entrambi sul monte Sparagio.[8]

## Società

### Tradizioni e folclore

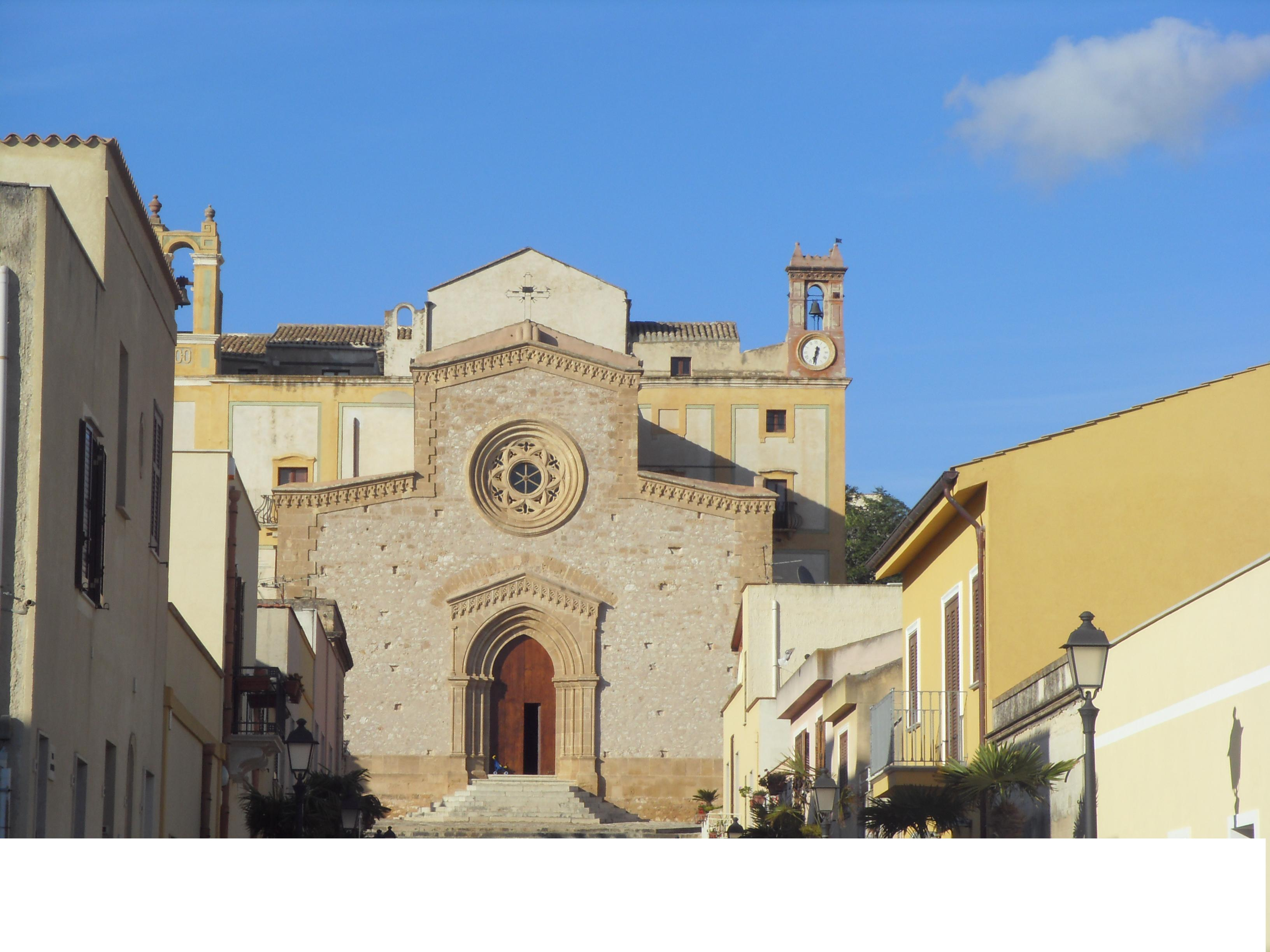
La chiesa madre, santuario della Madonna

#### La Madonna di Custonaci
Custonaci è "Civitas Mariae". Infatti il culto per Maria Santissima di Custonaci è molto sentito, che anche patrona di Erice e di tutto l'agro ericino. La tradizione vuole che prende avvio dopo il dono di un quadro raffigurante una Madonna col bambino, fatto da una nave francese che trasportava il dipinto e che scampò a una tempesta, dopo aver invocato Maria SS, rifugiandosi nel golfo di Cornino.
Si tratta in realtà di un dipinto ad olio, su tavola preparata con gesso, e risale al XV secolo, opera della scuola di Antonello da Messina rappresentante la Madonna che allatta il Bambin Gesù, custodita nel locale santuario. L'effigie, fu solennemente incoronata dal Capitolo Vaticano nel 1752 da papa Clemente XIII.
Il 26 agosto 2009 dopo ben 73 anni è stato portato in processione il quadro raffigurante la Madonna in un'atmosfera particolarmente sentita dal popolo.

#### Il presepe vivente
Ogni anno, dal 1983, nel periodo natalizio si svolge nella Grotta Mangiapane il presepe vivente.

#### La Sagra della Spincia
Ogni anno si tiene lo "Spincia fest" giunto alla 24ª edizione, in onore del dolce tipico del territorio, la sfincia.

### Evoluzione demografica
Abitanti censiti

### Etnie e minoranze straniere
Secondo i dati ISTAT al 31 dicembre 2009 la popolazione straniera residente era di 140 persone. Le nazionalità maggiormente rappresentate in base alla loro percentuale sul totale della popolazione residente erano: 65, dalla Romania per il 1,20% sul totale.

## Economia

### L'attività marmifera
Centro noto per l'importante attività di estrazione marmifera, in particolare del pregiato marmo "Perlato di Sicilia", di colore avorio chiaro e con chiazze di calcite pura, ma anche di altri marmi di vario colore. Si contano circa duecento cave di marmo nel territorio, su una superficie di tre chilometri quadri. È esportato in tanti Paesi e in particolare è molto richiesto nella penisola arabica. L'economia principale della città è quindi rappresentata dal marmo e dall'estrazione del famoso Perlato di Sicilia, che fa di Custonaci il secondo bacino marmifero in Italia. Il marmo di Custonaci si trova, seppur in quantità piccola, all'interno della Basilica di San Pietro a Città del Vaticano e in altri monumenti di notevole importanza artistica.

### L'attività turistica
In questi ultimi anni si sta sviluppando l'attività turistica, non solo nella stagione estiva, grazie agli insediamenti balneari a Cornino, alla riserva di Monte Cofano e alla festa della Madonna di Custonaci, che richiama fedeli da tutta la Sicilia. La posizione tra i golfi di Bonagia, che termina a Trapani e quello di Macari, che arriva a San Vito Lo Capo, ne rende meta ideale per il soggiorno in questa zona della provincia di Trapani. Sono sorti così alberghi di buon livello e ristoranti. 
Nel febbraio del 2024 il Comune di Custonaci, presente alla Borsa internazionale del turismo tenutosi a Milano, ha annunciato che la Baia di Cornino è stata inserita all'interno del "Registro delle Identità della Pesca mediterranea e dei Borghi Marinari- REIMAR" della Regione Siciliana e, precisamente, nella sezione dei "Borghi marinari" per la forte rilevanza storica ed identitaria della rievocazione dello sbarco della Madonna di Custonaci.

## Amministrazione
Di seguito è presentata una tabella parziale relativa alle amministrazioni che si sono succedute in questo comune.
Primo sindaco fu Vito Cipolla, a cui è dedicata una via del paese (ex via Belvedere). 
| Periodo           | Periodo          | Primo cittadino     | Partito              | Carica  | Note   |
| ----------------- | ---------------- | ------------------- | -------------------- | ------- | ------ |
| 1960              | 1965             | Dino Grammatico     | MSI                  | Sindaco |        |
| 1965              | 1970             | Dino Grammatico     | MSI                  | Sindaco |        |
| 1970              | 1975             | Aldo Bassi          | Democrazia Cristiana | Sindaco |        |
| 1975              | 1980             | Aldo Bassi          | Democrazia Cristiana | Sindaco |        |
| 1980              | 8 giugno 1985    | Dino Grammatico     | MSI-DN               | Sindaco | [ 13 ] |
| 8 giugno 1985     | 21 maggio 1990   | Giuseppe Morfino    | Democrazia Cristiana | Sindaco | [ 13 ] |
| 21 maggio 1990    | 1º luglio 1991   | Giuseppe Morfino    | Democrazia Cristiana | Sindaco | [ 13 ] |
| 6 luglio 1991     | 10 agosto 1992   | Giacoma Castiglione | Democrazia Cristiana | Sindaco | [ 13 ] |
| 24 settembre 1992 | 21 ottobre 1993  | Paolo Messina       | Democrazia Cristiana | Sindaco | [ 13 ] |
| 29 ottobre 1993   | 10 febbraio 1994 | Antonino Mazzara    | Democrazia Cristiana | Sindaco | [ 13 ] |
| 14 giugno 1994    | 25 maggio 1998   | Giuseppe Bica       | Alleanza Nazionale   | Sindaco | [ 13 ] |
| 25 maggio 1998    | 27 maggio 2003   | Giuseppe Bica       | Alleanza Nazionale   | Sindaco | [ 13 ] |
| 27 maggio 2003    | 17 giugno 2008   | Alberto Santoro     | centro-destra        | Sindaco | [ 13 ] |
| 17 giugno 2008    | 11 giugno 2013   | Mario Pellegrino    | lista civica         | Sindaco | [ 13 ] |
| 11 giugno 2013    | 11 giugno 2018   | Giuseppe Bica       | Centro destra        | Sindaco | [ 13 ] |
| 11 giugno 2018    | 18 marzo 2019    | Giuseppe Bica       | DiventeràBellissima  | Sindaco | [ 13 ] |
| 18 marzo 2019     | 29 maggio 2023   | Giuseppe Morfino    | Lista civica         | Sindaco | [ 13 ] |
| 29 maggio 2023    | --               | Fabrizio Fonte      | Lista civica         | Sindaco | [ 13 ] |

## Sport

### Calcio
- A.C.D. Custonaci 2008 . Militante in 1* Categoria. Nasce nel 2008. Precedentemente la società sportiva del luogo era denominata Riviera dei marmi.